# Джеймс Дандас
Джеймс Вітлі Дінс Дандас (4 грудня 1785 — 3 жовтня 1862) — британський адмірал.
У 1846 став лордом адміралтейства, у 1851 прийняв верховне командування Середземноморським флотом.

## Нагороди
- Орден Меджида (1855, Османська імперія ) [3]